# Rote-Brunnen-Höhle

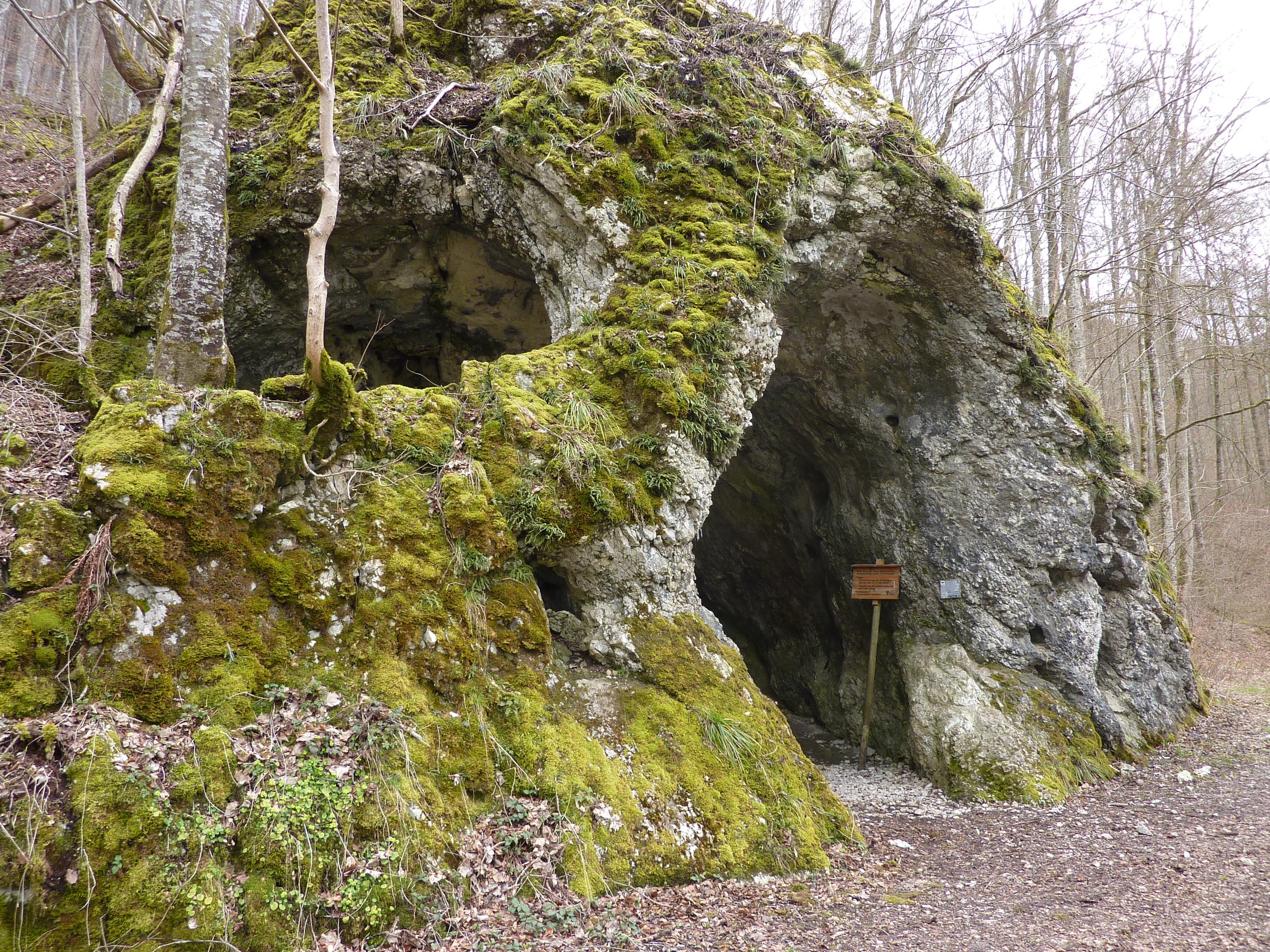
Rote-Brunnen-Höhle

Die Rote-Brunnen-Höhle (auch Roterbrunnen-Höhle, Maurushöhle, Maurusfelshöhle, Maurusfelsenhöhle, Josephshöhle) liegt am rechten Ufer der Donau rund zwei Kilometer nordwestlich von Leibertingen und knapp 500 Meter westsüdwestlich unterhalb der Burg Wildenstein. 
Das Höhlensystem besteht aus drei Gängen. Der längste Gang ist zum Schutz der Fledermäuse nach zehn Metern zugemauert und weist danach nur noch einen Durchlass für die Fledermäuse auf. Der mittlere der Gänge endet in einer Tropfsteinhöhle. Die Höhle ist als Naturdenkmal geschützt und als Geotop ausgewiesen. Im Winter darf sie zum Schutz der Fledermäuse nicht betreten werden. Funde weisen auf eine frühe Nutzung durch steinzeitliche Jäger hin. Die Höhle hat eine erforschte Länge von 376 Metern.
Namensgeber der Höhle ist der Rote Brunnen, eine Karstquelle, die unterhalb der Höhle etwa zwei Meter über dem Wasserspiegel der Donau dem Hangschutt entspringt. Die Quelle hat eine mittlere Schüttung vom 50 Liter pro Sekunde (minimal 25, maximal 675 l/s). Bei hoher Schüttung tritt Wasser auch aus der Höhle aus. In den 1960er Jahren war geplant, die Quelle zur Wasserversorgung zu nutzen. Die Pläne wurden aufgegeben, nachdem durch Markierungsversuche festgestellt worden war, dass im Wildensteiner Tal östlich der Burg versinkendes Wasser sehr rasch zum Roten Brunnen fließt.